# Vejviseren synger
Vejviseren synger (ook wel Veiviseren) is een gedicht van Johan Sebastian Welhaven. Hij publiceerde het gedicht (vertaling "De gids zingt") in 1844 in Nyere Digte. Het is niet een gids die zingt, als wel een jongeman die je in de lente naar de bergen brengt, na een donkere periode in het dal (de winter). De bergen staan voor veel Noren symbool voor vrijheid.

## Muziek

### Halfdan Kjerulf
Het gedicht werd door de componist Halfdan Kjerulf gebruikt als openingslied in zijn Acht Noorsje wijsjes uit circa 1859. De andere liedjes zijn:
1. Vejviseren synger (De gids zingt) (van Welhaven)
2. Ved sjøen den mørke (Aan het donkere meer) (van Henrik Wergeland)
3. Synnøves sang (Synnöves lied) (van Bjørnstjerne Bjørnson)
4. Ingrids vise (Ingrids lied) (idem)
5. Solskins-vise (Zonneschijnlied) (idem)
6. Venevil (Klein Venevil) (idem)
7. Over de høje fjelde (Over de hoge bergen) (idem)
8. Hjemad (naar huis) (van Jørgen Engebretsen Moe)

Kjerulf had Vejviseren synger waarschijnlijk als in 1844 af, maar het belandde een grote serie niet uitgegeven werk, totdat het dus vijftien jaar later in deze liederenbundel terechtkwam. Het was toen de derde versie van dit lied. Kjerulf en Welhaven woonden ten tijde van componeren in hetzelfde huis. De originele versie was opgedragen aan Tante Julie, de totale bundel is opgedragen aan de Zweedse componist Ivar Hallström, die vol bewondering was over het gecomponeerde lied.

### Ulrikka Fredrikke Lehman Barth
De Noorse componiste Ulrikka Fredrikke Lehmann Barth dankt haar minieme bekendheid aan dit lied. Ze was een van de (weinige) vrouwelijke componisten in het Noorwegen van de 19e eeuw. haar versie werd genoemd in een catalogus van Johan Diederich Behrens betreffende koorwerken.

### Carl Nielsen
Ook de Deense componist schreef een lied met de tekst van Welhaven. Het belandde in de grote map niet gepubliceerd werk van de componist. Het is opgeborgen in de verzamelmap FS3 in het bezit van de Det Kongelige Bibliotek.

## Discografie
Het weinig bekende lied is in 1917 in de versie van Kjerulf opgenomen voor de grammofoonplaat, de zangeres was Nathalie Hansen, platenlabel RCA Victor. In april 1994 nam het Noorse Mannenkoor de nog minder bekende versie van Lehman Barth op. De versie van Nielsen verscheen op een verzamelalbum (The lesser known Nielsen vol 2) .